# SLAMRAAM

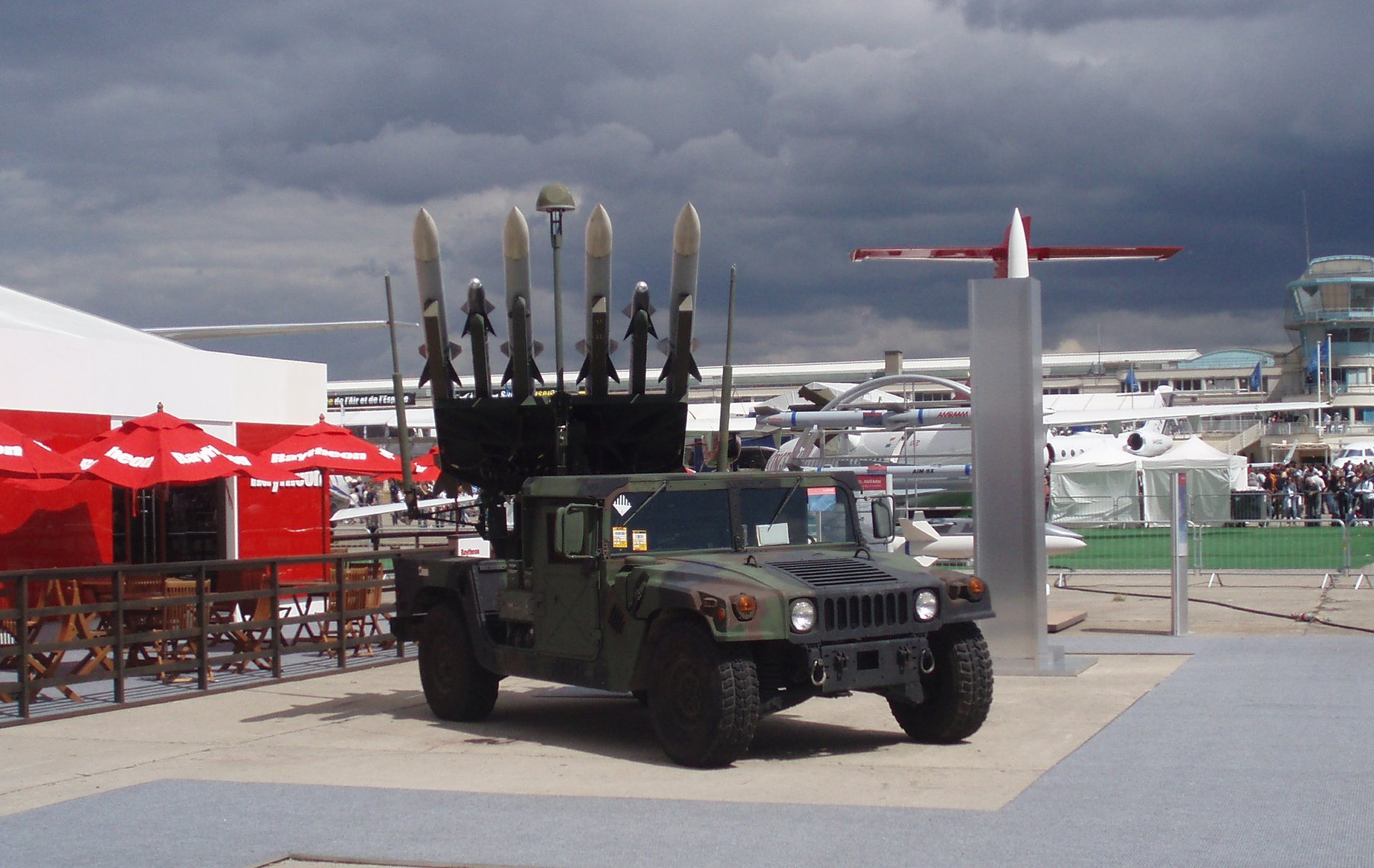
Batterie de quatre SL-AMRAAM et deux AIM-9X sur HMMWV présentée au Salon international de l'aéronautique et de l'espace de Paris-Le Bourget de 2007.

Le SLAMRAAM (Surface Launched AMRAAM) est le programme de l'armée américaine visant à développer un lanceur de missiles sol-air embarqué sur Humvee pour le missile AIM-120 AMRAAM, fabriqué par Raytheon Technologies et Kongsberg Defence & Aerospace. Le missile AMRAAM lancé en surface est utilisé pour la première fois dans le système de défense aérienne NASAMS de Kongsberg, mis en service en 1995.
Bien que l'armée américaine ait annulé le programme SLAMRAAM en 2011, le lanceur mobile est devenu une partie des options de configuration des systèmes NASAMS en 2019.

## Histoire
Le système norvégien avancé de missiles sol-air (NASAMS), développé par Kongsberg Defence & Aerospace, se compose d'un certain nombre de batteries tirées par des véhicules (contenant chacune six conteneurs de lancement AMRAAM) ainsi que de camions radar et de véhicules de station de contrôle séparés.
Le US Marine Corps a mené des essais de missiles AMRAAM lancés en surface en 1997, démontrant des portées d'interception de plus de 15 km. En avril 2001, les Marines ont attribué à Raytheon un contrat pour le développement du système d'arme complémentaire à basse altitude (CLAWS), avec Kongsberg Defence & Aerospace en tant que sous-traitant et Boeing en tant que développeur du centre de contrôle. En 2006, l'USMC a mis fin au programme CLAWS dans le cadre de la réduction des dépenses.
En février 2004, le Commandement de l'aviation et des missiles de l'armée américaine a attribué à Raytheon un contrat pour développer le SL-AMRAAM. En 2007-2008, Raytheon a testé avec succès le lancement de missiles AMRAAM à partir d'un rail de lancement de six missiles sur un M1097 Humvee. Ils ont également ajouté la possibilité de tirer l'AIM-9 Sidewinder depuis le lanceur. Les missiles reçoivent leurs informations de guidage initiales d'un radar non monté sur le véhicule.
En 2008, les Émirats arabes unis ont demandé l'achat de SL-AMRAAM dans le cadre d'un plus grand ensemble de ventes militaires à l'étranger de 7 milliards de $; la vente comprendrait 288 missiles AMRAAM C-7.
En 2009, le test de l'armée américaine a tiré le SL-AMRAAM à partir d'un lance-roquettes d'artillerie HIMARS en tant que lanceur commun, dans le cadre d'un mouvement pour passer à une plate-forme de lancement plus grande et plus résistante,.
Bien que la plage d'engagement pour AMRAAM soit estimée à 75 km pour l'AIM-120B et plus de 105 km pour l'AIM-120C-5, ces portées sont fournies pour des rencontres frontales par des avions se déplaçant rapidement à une altitude, et la portée est nettement plus courte lorsque les mêmes missiles sont lancés à partir de plates-formes terrestres fixes. Un autre dimensionnement d'un système de missile stationnaire lancé au sol est sa portée d'altitude maximale, qui, en règle générale, est d'un tiers de sa portée horizontale maximale.[réf. nécessaire]

### Annulation
Le 6 janvier 2011, le secrétaire à la Défense Robert Gates a annoncé que l'armée américaine avait décidé de mettre fin à l'acquisition du SLAMRAAM dans le cadre d'un effort de réduction budgétaire.
L'Association de la Garde nationale des États-Unis a envoyé une lettre demandant au Sénat des États-Unis d'arrêter le plan de l'armée d'abandonner le programme SLAMRAAM, car sans lui, il n'y aurait aucun moyen de moderniser les bataillons AN/TWQ-1 Avenger   de la Garde nationale.

## Lanceur haute mobilité (High Mobility Launcher) en Norvège
Une version plus récente du programme SLAMRAAM est le lanceur NASAMS High Mobility Launcher réalisé en coopération avec Kongsberg, où le lanceur est un M1152A1 HMMWV contenant chacun quatre AMRAAM et deux AIM-9X Sidewinder Block II. Les premiers lanceurs HML ont été livrés aux Forces armées norvégiennes en 2013,.
Les HML de la première série, désignés comme NASAMS III et armés de quatre AMRAAM, ont finalement été déployés par la Force aérienne royale norvégienne en 2018 et par la nouvelle Kampluftvernbatterie (batterie de défense aérienne) de l'Artilleribataljonen (bataillon de l'artillerie) de la brigade Nord de l'armée de terre norvégienne en février 2022. Ils sont les seuls systèmes de missiles sol-air en service en Norvège en 2022